# Гриси (Оклахома)
Гриси (енгл. Greasy) насељено је место без административног статуса у америчкој савезној држави Оклахома.

## Демографија
По попису из 2010. године број становника је 372, што је 15 (-3,9%) становника мање него 2000. године.
| Група             | 2000.       | 2010.       |
| Белци             | 141 (36,4%) | 130 (34,9%) |
| Афроамериканци    | 0 (0,0%)    | 0 (0,0%)    |
| Азијати           | 0 (0,0%)    | 0 (0,0%)    |
| Хиспаноамериканци | 12 (3,1%)   | 8 (2,2%)    |
| Укупно            | 387         | 372         |